# هیالمار پیتر یوهانسن
هیالمار پیتر یوهانسن (دانمارکی: Hjalmar Peter Johansen; ۱ نوامبر ۱۸۹۲ – ۹ دسامبر ۱۹۷۹) ژیمناست هنری اهل دانمارک بود.